# 弗留利地区奇维达莱
弗留利地区奇维达莱（義大利語：Cividale del Friuli）是意大利弗留利-威尼斯朱利亚大区乌迪内省的一个市镇。总面积50平方公里，人口11628人，人口密度232.6人/平方公里（2009年）。ISTAT代码为030026。